# Centralny Dworzec Autobusowy w Sofii
Centralny Dworzec Autobusowy (bułg. Централна автогара София) - główny dworzec autobusowy w Sofii, w Bułgarii. Jego budynek został otwarty w 2004 i zajmuje powierzchnię 7 173 m², a poczekalnia 1500 m². Dworzec posiada 57 kas biletowych, które przyjmują gotówkę, karty debetowe i kredytowe. Jednorazowo może obsłużyć 47-50 autobusów z 50 krajowych i międzynarodowych stanowisk. Dziesięć dodatkowych stanowisk jest udostępniane w dniach o dużym natężeniu ruchu. W ciągu jednej godziny przez poczekalnię może przejść 2250 pasażerów. Dworzec jest nadzorowany przez 130 kamer.